# Эхо (журнал)
«Эхо» — литературный журнал третьей эмиграции, выходивший в Париже в 1978—1986 годах.
Выпускали журнал Владимир Марамзин и Алексей Хвостенко, на личные средства Марамзина. Всего за 9 лет вышло 14 номеров. Ориентирован он был в основном на писателей ленинградского самиздата, как эмигрантов, так и живших в СССР.
В первом номере Марамзин заявлял, что журнал «не занимается специально политикой, тем не менее никогда не забывает зловещей цифры 1917».
В «Эхе», в частности, были опубликованы произведения:
- Глеба Горбовского
- Владимира Высоцкого,
- Иосифа Бродского,
- В. Уфлянда,
- С. Довлатова,
- Э. Лимонова,
- В. Марамзина,
- А. Хвостенко и Е. Шварц,
- Ю. Мамлеева,
- М. Армалинского,
- И. Бурихина,
- Б. Вахтина,
- В. Кривулина,
- Л. Лосева,
- В. Сосноры;

а также вещи из наследия Г. Пескова, А. Введенского и Ан. Платонова («Ювенильное море»).
В нескольких номерах напечатана библиография произведений А. Платонова.